# Präsidentschaftswahl in Mosambik 1994
Die Präsidentschaftswahl in Mosambik 1994 fand vom 27. Oktober bis zum 28. Oktober 1994 parallel zu den Parlamentswahlen statt. Es handelte sich um die ersten Mehrparteienwahlen in Mosambik nach dem verheerenden Mosambikanischen Bürgerkrieg.
Neben etlichen aussichtslosen Bewerbern standen sich als Hauptgegner die Vertreter der beiden Bürgerkriegsparteien Frente da Libertação de Moçambique (FRELIMO) (Kandidat: Joaquim Chissano) und Resistência Nacional Moçambicana (RENAMO) (Kandidat: Afonso Dhlakama) gegenüber. Gewählt wurde Joaquim Chissano.

## Offizielle Ergebnisse
| Ergebnisse der Präsidentschaftswahlen von 1994 | Ergebnisse der Präsidentschaftswahlen von 1994 | Ergebnisse der Präsidentschaftswahlen von 1994 | Ergebnisse der Präsidentschaftswahlen von 1994 |
| ---------------------------------------------- | ---------------------------------------------- | ---------------------------------------------- | ---------------------------------------------- |
| Kandidat                                       | Name der Partei                                | Anzahl der Stimmen                             | Ergebnis in Prozent                            |
| Joaquim Chissano                               | FRELIMO                                        | 2.633.740                                      | 53,30 %                                        |
| Afonso Dhlakama                                | RENAMO                                         | 1.666.965                                      | 33,73 %                                        |
| Wehia Ripua                                    | PADEMO                                         | 141.905                                        | 2,87 %                                         |
| Carlos Reis                                    | UNAMO                                          | 120.708                                        | 2,44 %                                         |
| Máximo Dias                                    | MONAMO-PMSD                                    | 115.442                                        | 2,34 %                                         |
| Campira Momboya                                | PACODE                                         | 58.848                                         | 1,19 %                                         |
| Yaqub Sibindy                                  | PIMO                                           | 51.070                                         | 1,03 %                                         |
| Domingos Arouca                                | FUMO-PCD                                       | 37.767                                         | 0,76 %                                         |
| Carlos Jeque                                   | unabhängig                                     | 34.588                                         | 0,70 %                                         |
| Casimiro Nhamitambo                            | SOL                                            | 32.036                                         | 0,65 %                                         |
| Mário Machel                                   | unabhängig                                     | 24.238                                         | 0,49 %                                         |
| Padimbe Kamati                                 | PPPM                                           | 24.208                                         | 0,49 %                                         |
| registrierte Wähler: 6.148.842                 | Gesamtzahl Stimmen: 5.402.940                  | gültige Stimmen: 4.941.515                     | Wahlbeteiligung: 87,9 %                        |